# 麻植塚駅
麻植塚駅（おえづかえき）は、徳島県吉野川市鴨島町牛島にある四国旅客鉄道（JR四国）徳島線の駅。駅番号はB08。難読駅名の一つ。

## 歴史
- 1934年（昭和9年）9月20日：開業[1]。
- 1941年（昭和16年）8月10日：休止[1]。
- 1957年（昭和32年）11月1日：営業再開[1][2]。気動車の旅客のみを取り扱う駅員無配置駅[3]。
- 1987年（昭和62年）4月1日：国鉄分割民営化により、四国旅客鉄道が承継[1]。

## 駅構造
阿波池田に向かって左側に単式ホーム1面1線を有する地上駅。無人駅で駅舎はなく、ホームと短い上屋のみを有する構造である。また、駅のフェンスと線路の間に「無人駅」というタイトルの短い詩が書かれた石碑がある。

## 駅周辺
- 吉野川市立鴨島東中学校
- 鴨島東保育所
- 西圓寺
- 国道192号
- 徳島県道239号牛島上下島線

## 隣の駅
四国旅客鉄道（JR四国）
■徳島線
■普通
牛島駅 (B07) - 麻植塚駅 (B08) - 鴨島駅 (B09)